# Конвенція про відкрите море
Конве́нція про відкри́те мо́ре — юридично обов'язкова для держав-учасниць міжнародна угода, яка кодифікує норми міжнародного морського права щодо відкритого моря, також відомого як міжнародні води. Є однією із чотирьох угод, укладених 29 квітня 1958 року у Женеві за підсумками першої Конференції ООН з морського права, які 10 грудня 1982 року замінені переважно Конвенцією з морського права, прийнятої за результатами третьої Конференції ООН з морського права, яка узагальнила та розширила зміст попередніх чотирьох конвенцій.